# Joris Lannoy
Joris Karel Lannoy (Gent, 7 oktober 1912 - Brugge, 13 december 1997), beter bekend als pater Chrysoloog,  was een Belgisch kapucijn en psycholoog.

## Levensloop
Lannoy trad in 1930 in bij de Belgische kapucijnen. Hij legde zijn eeuwige geloften af in 1935 en werd tot priester gewijd in 1937. Hij studeerde wijsbegeerte en politieke en sociale wetenschappen aan de Katholieke Universiteit Leuven en promoveerde in 1942 tot doctor in de wijsbegeerte en letteren.
In 1941 werd hijlector, in 1942 vicedirecteur en in 1961 studieprefect van het Seminarie voor filosofie van de kapucijnen in Brugge in de Sint-Clarastraat. Van 1970 tot 1978 was hij directeur van het Instituut voor Psychosociale Opleiding (IPSOC) in Kortrijk. In 1978 werd hij afgevaardigd bestuurder van  het Centrum voor Hogere Opleiding (CHTO), eveneens in Kortrijk. Vanaf 1970 was hij ook rechter in de kerkelijke rechtbank van het bisdom Brugge.

## Publicaties
- De denker Friedrich Nietzsche. De geschiedenis van een goddeloos egocentrisme, 1944.
- Nietzsche en Goethe, in: Dietsche Warande en Belfort, 1948.
- Het gevecht in de eenzaamheid, 1952.
- De wijsbegeerte van het communisme. Het dialectische materialisme als grondidee van het communisme, 1956.
- Kommunistische kunst als spiegel, in: West-Vlaanderen, 1956.
- De psychologie van man en vrouw, 1956
- Psychologische moeilijkheden bij gehuwden, 1961.
- Dionysos of God. Een inleiding tot het binnenwereldlijk denken van Friedrich Nietzsche, 1968.